# اليابان في الألعاب الأولمبية الصيفية 2016
نافست اليابان في دورة الألعاب الأولمبية الصيفية 2016 في ريو دي جانيرو، البرازيل، من 05-21 أغسطس 2016.
كانت البداية الرسمية لليابان في الألعاب الاولمبية الصيفية في البلاد في عام 1912، وقد تنافس الرياضيون اليابانيون في كل الألعاب الأولمبية الصيفية في العصر الحديث، باستثناء دورتين : لم تكن مدعوة لدورة الألعاب الاولمبية الصيفية 1948 في لندن بسبب الحرب العالمية الثانية، وايضا لم تشارك في دورة الألعاب الاولمبية الصيفية عام 1980 في موسكو بسبب الحرب السوفيتية في أفغانستان.